# Chicago Med (seizoen 3)
Dit artikel vat het derde seizoen van Chicago Med samen. Dit seizoen liep van 21 november 2017 tot en met 15 mei 2018 en bevatte twintig afleveringen. 

## Rolverdeling

### Hoofdrollen
- Nick Gehlfuss - dr. Will Halstead
- Torrey DeVitto - dr. Natalie Manning
- Colin Donnell - dr. Connor Rhodes
- Brian Tee - dr. Ethan Choi
- Oliver Platt - dr. Daniel Charles
- Rachel DiPillo - dr. Sarah Reese
- Norma Kuhling - als dr. Ava Bekker
- S. Epatha Merkerson - hoofd S.H. Sharon Goodwin
- Yaya DaCosta - verpleegster April Sexton
- Marlyne Barrett - verpleegster Maggie Lockwood

### Terugkerende rollen
- Ato Essandoh - dr. Isidore Latham
- Roland Buck III - dr. Noah Sexton
- Mekia Cox - dr. Robin Charles
- Eddie Jemison - dr. Stanley Stohl
- Shay Rose Aljadeff - dr. Leah Bardovi
- Brennan Brown - dr. Sam Abrams
- Lorena Diaz - verpleegster Doris
- Marc Grapey - Peter Kalmick
- Peter Mark Kendall - Joey Thomas
- D.W. Moffett - Cornelius Rhodes
- James Vincent Meredith - Barry
- Arden Cho - Emily

### Cross-overrollen
- David Eigenberg - brandweerman Christopher Herrmann
- Kara Killmer - paramedicus Sylvie Brett
- Alex Weisman - paramedicus Chout
- Philip Winchester - openbaar aanklager Peter Stone
- Demore Barnes - Marshall Matthews
- Jesse Lee Soffer - rechercheur Jay Halstead
- Elias Koteas - rechercheur Alvin Olinsky

## Afleveringen
| Nr. | Aflevering | Titel                   | Regisseur                  | Schrijver(s)                                                | Selectie gastrollen | Uitzenddatum     |  |
| --- | ---------- | ----------------------- | -------------------------- | ----------------------------------------------------------- | --- | ---------------- |  |
| 42 | 1          | Speak Your Truth        | Michael Waxman             | Diane Frolov Andrew Schneider Stephen Hootstein Danny Weiss | Kerry O'Malley - Judith Cutler Scott Morehead - Jack Kellogg Kirsten Fitzgerald - rechter Folger                                                                    | 21 november 2017 |  |
| Een aantal maanden nadat dr. Charles werd neergeschoten bereidt hij zich voor om tegen de schutter te getuigen. Dr. Charles jr. wordt ontslagen uit de kliniek, maar bij thuiskomst maakt dr. Rhodes zich toch zorgen over haar gedrag. Dr. Manning keert na een sabbatical terug op haar werk, en daar wordt zij meteen door dr. Halstead geconfronteerd over hun gevoelens. Dr. Choi en Sexton proberen uit te zoeken hoe zij het beste hun nieuwe relatie geheim kunnen houden op hun werk. Dr. Bekker gaat in de fout met dr. Rhodes, wanneer zij een patiënt van hem afpakt. |            |                         |                            |                                                             | |                  |  |
| 43 | 2          | Nothing to Fear         | Charles S. Carroll         | Jeff Drayer Joseph Sousa                                    | Beth Lacke - ms. Lake Rachel Melvin - Julia Dutra Dexter Zollicoffer - Henry Lee John Lister - Jerry Willis                                                         | 28 november 2017 |  |
| Dr. Rhodes probeert nog steeds zijn balans te vinden tussen zijn privé- en werkleven. Wanneer een patiënt van hem terugkeert naar het ziekenhuis voor een nieuwe operatie, wordt hij door dr. Latham aan de zijlijn gezet. Dr. Manning en dr. Halstead behandelen samen een zwangere vrouw, maar dit wordt al snel gecompliceerd als blijkt dat de baby ondervoed en onontwikkeld is. Dr. Charles en dr. Reese krijgen een meningsverschil over de behandeling van een patiënt. Dit leidt tot het leksteken van de autobanden van dr. Reese door de patiënt. Dr. Choi en Sexton krijgen een conflict over de behandeling van een patiënt, Lockwood dreigt hen te scheiden wanneer zij hier niet uitkomen. |            |                         |                            |                                                             | |                  |  |
| 44 | 3          | Trust Your Gut          | Mark Tinker                | Eli Talbert Safura Fadavi                                   | Philip Ettinger - Eric Adams Gerald McCullouch - Don Adams Marissa Medina Munter - Myra Adams Ryan Hallahan - Alex Mayer                                            | 5 december 2017  |  |
| Dr. Choi en dr. Manning worden geconfronteerd met een familiedrama wanneer zij onthullen dat een familielid hersendood is na een noodlottige val. Dr. Rhodes worstelt nog steeds met zijn privéleven en zijn werk in de operatiekamer. Dr. Latham probeert de vrede te herstellen tussen dr. Rhodes en dr. Bekker. Dr. Charles en dr. Reese behandelen een patiënt die beweert dat er iets in hem leeft. |            |                         |                            |                                                             | |                  |  |
| 45 | 4          | Naughty or Nice         | Daisy Von Scherler Mayer   | Daniel Sinclair Danny Weiss                                 | Lynn Milgrim - Sylvia Rosenblatt Matt Fischel - Harold Rosenblatt Peter Y. Kim - Bruce Kim Helen Joo Lee - Shannon Kim                                              | 12 december 2017 |  |
| Dr. Charles hoort dat zijn schutter werd vermoord tijdens zijn gevangenschap, en probeert dit te overcompenseren met een andere patiënt. Dr. Rhodes en dr. Bekker opereren een man waarvan de dikke darm en milt door een ongeluk in zijn borst zitten. Dr. Manning en dr. Halstead behandelen een echtpaar, maar komen al snel voor een ethisch dilemma te staan wanneer de man lijdt aan het zikavirus en dit niet aan zijn vrouw wil vertellen. Sexton en haar broer dr. Sexton ontdekken dat het niet altijd makkelijk werken is met familie wanneer zij een patiënt met de ziekte van Weil behandelen. Ondertussen overlijdt een man verkleed als kerstman in de wachtruimte, en Goodwin raakt dan in conflict met het ziekenhuisbestuur als zij ontdekt dat de familie man de man een schadevergoeding eist voor het overlijden. Dr. Charles jr. keert na haar lange afwezigheid weer terug naar haar werk in het ziekenhuis. |            |                         |                            |                                                             | |                  |  |
| 46 | 5          | Mountains and Molehills | Michael Waxman             | Stephen Hootstein Meridith Friedman                         | MaameYaa Boafo - Abena Kwemo Lily Mojekwu - Vera Kwemo Patrese McClain - Candace Gregory E Freeman - Terrance Bouren Nile Bullock - Spencer Bouren                  | 2 januari 2018   |  |
| Dr. Choi en Goodwin raken in een ethisch conflict wanneer een patiënt een hiv-test weigert. Dr. Halstead en dr. Manning behandelen een patiënt die aan een tijdelijke verlamming lijdt, en als dr. Halstead deze symptomen later ook krijgt is hij bang dat het om een besmettelijke ziekte gaat. Dr. Sexton behandelt zijn eerste patiënt die komt te overlijden, en dr. Reese raakt zeer paranoïde over de bewaking in het ziekenhuis wanneer er weer in haar auto wordt ingebroken. Dr. Charles jr. begint symptomen te vertonen van kleptomanie. |            |                         |                            |                                                             | |                  |  |
| 47 | 6          | Ties That Bind          | Valerie Weiss              | Diane Frolov Andrew Schneider Gabriel L. Feinberg           | Darrie Lawrence - Janine Buckley Henny Russell - Nancy Buckley Wallace Smith - Keith Jose Ramos - Arlo Littman                                                      | 9 januari 2018   |  |
| Dr. Charles jr. wordt na winkeldiefstal, in de winkel van de vader van dr. Rhodes, gearresteerd. Dr. Choi behandeld een gefrustreerde patiënt zonder medische verklaring voor zijn conditie, en vraagt dr. Reese om hulp. Maar door haar paranoïde over haar veiligheid op de werkvloer gebruikt zij pepperspray op de patiënt, en dit leidt ertoe dat zij tot nader bericht geschorst wordt. Lockwood klaagt bij Goodwin over het tekort aan verplegers op de eerste hulp, en komt dan met een plan om dit aan te pakken. Dr. Halstead behandelt een patiënte die ver gaat om zwanger te worden. Dr. Manning behandelt een oudere moeder, maar als zij haar dochter ook behandeld voor een blindedarmontsteking raakt zij in verwarring als de dochter beweert dat deze al in het verleden is verwijderd. Verdere testen wijst echter uit dat tijdens deze eerdere operatie haar eileiders zijn afgebonden, en dit nooit tegen haar is verteld. Dr. Rhodes hoort bij thuiskomst tot zijn ontzetting van dr. Charles dat Robin weg is. |            |                         |                            |                                                             | |                  |  |
| 48 | 7          | Over Troubled Water     | Leon Ichaso                | Jeff Drayer Jason Cho                                       | Garcelle Beauvais - Lyla Dempsey Gregory Alan Williams - Bert Goodwin Lizzy DeClement - LeAnn Crawford Andrea Quest Whetsell - pleegmoeder Henry Hanke - pleegvader | 16 januari 2018  |  |
| Wanneer dr. Charles een medische beslissing maakt over een pasgeboren zieke baby, voelt hij al snel druk van dr. Choi en dr. Manning om dit te herzien. Goodwin probeert Bert te laten begrijpen wat de ziekte inhoudt van Lyla. Dr. Rhodes probeert in reine te komen met zijn relatieproblemen. |            |                         |                            |                                                             | |                  |  |
| 49 | 8          | Lemons and Lemonade     | Jono Oliver                | Eli Talbert Paul R. Puri                                    | Caitlin McGee - Hannah Finley Morgan Weed - Allison Corbin Bleu - Tommy Lisa Beasley - Asterid Morgan                                                               | 23 januari 2018  |  |
| Dr. Choi behandelt een vrouw die worstelt met anorexia. Na twee weken schorsing keert dr. Reese terug naar haar werk, en wordt meteen tot het uiterste getest door dr. Charles. Dr. Rhodes neemt een standpunt in wanneer een patiënt van hem gedwongen wordt overgeplaatst. Ondertussen probeert dr. Halstead zijn goedkeuring te krijgen van Owen, de zoon van dr. Manning. |            |                         |                            |                                                             | |                  |  |
| 50 | 9          | On Shaky Ground         | Donald Petrie              | Joseph Sousa Danny Weiss                                    | Malcolm McDowell - Marvin Jaffrey Callie Johnson - Joanna Harris | 6 februari 2018  |  |
| Dr. Choi en Sexton behandelen een kind, en na vermoeden van kindermishandeling schakelen zij de kinderbescherming in. Dr. Manning en dr. Halstead hebben moeite om een familie te begeleiden die moeite hebben met hun vroeggeboren baby. Dr. Rhodes wordt gedwongen om een risicovolle operatie uit te voeren door de mentor van dr. Bekker, chirurg dr. Marvin Jaffrey. Dr. Reese vergezelt dr. Charles met een bezoek naar de gevangenis. |            |                         |                            |                                                             | |                  |  |
| 51 | 10         | Down By Law             | Michael Waxman             | Stephen Hootstein Safura Fadavi                             | Jamie Gray Hyder - ASA Ramirez Will Rogers - Ben Samuels Carolyn Dodd - Lindsay Cray                                                                                | 27 februari 2018 |  |
| Barry, een vriend Lockwood, en dr. Manning zijn getuige van een schietpartij op straat, waarbij dr. Manning gewond raakt. Het leven van dr. Manning wordt gered door Barry, hierbij gebruikt hij een verborgen wapen. Het wordt ingewikkeld wanneer blijkt dat de gegevens op de wapenvergunning van Barry vals blijkt te zijn. Ondertussen zijn dr. Manning en dr. Halstead geschokt wanneer zij een zwangere tiener behandelen die getrouwd is met een veel oudere man, en die medische behandeling bij haar weigert. Dr. Reese maakt een roekeloze beslissing bij een psychiatrische patiënt die gedwongen opgenomen wil worden, dit omdat hij moordgedachten heeft. |            |                         |                            |                                                             | |                  |  |
| 52 | 11         | Folie à Deux            | David Rodriguez            | Diane Frolov Andrew Schneider                               | Tina Holmes - Brittany Coleman Jennie Moreau - Alana Sutton Christy Bonstell - Wendy Michel Gill - Robert Haywood                                                   | 6 maart 2018     |  |
| Dr. Choi en Sexton behandelen een slachtoffer van een steekpartij, en vragen zich af of dit per ongeluk of bewust is gebeurd. De vervreemde vader van dr. Reese is in Chicago en zoekt weer contact met zijn dochter. Dr. Manning behandeld een patiënt met een verontrustende hoest, en ontdekt later dat deze in contact is geweest met een kind die als baby geen vaccinaties heeft gehad. De professionele werkrelatie tussen dr. Rhodes en dr. Bekker wordt tot het uiterste getest. |            |                         |                            |                                                             | |                  |  |
| 53 | 12         | Born This Way           | Lin Oeding                 | Jeff Drayer Daniel Sinclair                                 | Bruce MacVittie - Vic Thomas Chloe Csengery - Laura Arden Cho - Emily                                                                                               | 20 maart 2018    |  |
| Dr. Manning en dr. Choi bezoeken een dakloze camping waar zij een zwangere tiener helpen met haar bevalling die weigert naar het ziekenhuis te gaan. Ondertussen ontstaat er een oncomfortabele sfeer bij dr. Halstead en Sexton, wanneer zij ontdekken dat hun patiënt een pedofiel blijkt te zijn. De relatie tussen dr. Rhodes en dr. Bekker raakt in een dieptepunt, wanneer zij een conflict krijgen over een patiënt met een chronische ziekte. |            |                         |                            |                                                             | |                  |  |
| 54 | 13         | Best Laid Plans         | Fred Berner                | Eli Talbert Meridith Friedman                               | Michel Gill - Robert Haywood Maryann Plunkett - Catherine Covington Arden Cho - Emily José Antonio García - Dan Kennet                                              | 27 maart 2018    |  |
| In de wachtkamer van het ziekenhuis wordt een bewusteloze patiënt gevonden, en kan niet bij bewustzijn gebracht worden. Dr. Halstead en dr. Manning raken in conflict wanneer zij een patiënt behandelen die in slechte staat verkeert, en denken dat zijn moeder hem helpt met het plegen van zelfmoord. Dr. Charles vervolgt zijn mentale onderzoek op de vader van dr. Reese, dit nadat zij door hem wordt gemanipuleerd. Goodwin moet beslissen wie een donorhart krijgt, dit omdat zowel een patiënt van dr. Rhodes als dr. Bekker een donorhart moeten hebben. Dr. Sexton maakt een verkeerde diagnose bij een patiënte waarvan hij vermoedt dat zij in de overgang zit, maar ontdekt dan dat zij zwanger is en moet bevallen. |            |                         |                            |                                                             | |                  |  |
| 55 | 14         | Lock It Down            | Salli Richardson-Whitfield | Diane Frolov Andrew Schneider Danny Weiss                   | Paulina Olszynski - mrs. Womack Callie Johnson - Joanna Harris Lawrence Grimm - Lawrence Linda Bright Clay - mrs. Taylor Cedric Young - Gary Taylor                 | 3 april 2018     |  |
| Wanneer een zieke baby in het ziekenhuis wordt ontvoerd roept Goodwin de hulp in van dr. Charles en dr. Reese om deze terug te vinden. Zij wordt tevens gedwongen om het ziekenhuis hermetisch af te sluiten zodat de ontvoerder niet kan ontkomen. Ondertussen vraagt dr. Choi hulp aan dr. Rhodes wanneer hij een patiënt heeft die een openhartoperatie moet ondergaan. Dr. Manning en dr. Halstead krijgen een heftige discussie over de behandeling van een patiënt. Lockwood neemt een risicovolle beslissing wat haar carrière kan kosten. |            |                         |                            |                                                             | |                  |  |
| 56 | 15         | Devil in Disguise       | Michael Pressman           | Stephen Hootstein Joseph Sousa                              | Emma Duncan - Maia Frisch Alice Barrett - mrs. Campbell Arden Cho - Emily                                                                                           | 10 april 2018    |  |
| Dr. Charles en dr. Reese krijgen een meningsverschil over de diagnose van een patiënte waarvan de moeder beweert dat zij bezeten is. Dr. Rhodes en dr. Bekker krijgen een meningsverschil wanneer zij een siamese tweeling willen scheiden. Lockwoord moet de consequenties aanvaarden van haar laatste actie. De zus van dr. Choi vraagt of zij bij hem kan komen wonen. |            |                         |                            |                                                             | |                  |  |
| 57 | 16         | An Inconvenient Truth   | Charles Carroll            | Safura Fadavi Meridith Friedman                             | Jennifer Baxter - mrs. Paulson Erica Gimpel - Lydia Singleton Justiin A. Davis - Carter Singleton Emma Duncan - Maia Frisch Dexter Zollicoffer - Henry Lee          | 17 april 2018    |  |
| Dr. Bekker begint de druk van haar werk te voelen als chirurg, wanneer zij een instrument in een patiënt achterlaat. Dr. Manning en dr. Charles zijn geschokt wanneer zij ontdekken dat een jonge patiënt van hen geboren is met zowel mannelijke als vrouwelijke geslachtsdelen. Sexton en dr. Reese zijn wanhopig op zoek naar de zoon van een stervende patiënt. Het petekind van Goodwin wordt opgenomen in het ziekenhuis, en zij vermoedt dat hij betrokken is bij een misdrijf. |            |                         |                            |                                                             | |                  |  |
| 58 | 17         | The Parent Trap         | Jono Oliver                | Jeff Drayer                                                 | Kara Killmer - Sylvie Brett Michel Gill - Robert Haywood Garrett Wareing - Josh                                                                                     | 24 april 2018    |  |
| De gezondheid van de vervreemde vader van dr. Reese komt in gevaar wanneer zijn hart het opgeeft, en dr. Rhodes wordt nu gedwongen om een spoedoperatie op hem uit te voeren. Ondertussen vermoeden verpleegster Sexton en dr. Sexton dat hun patiënt per ongeluk een overdosis fentanyl heeft ingenomen. De functie van Goodwin komt in gevaar wanneer het bestuur haar functioneren in twijfel trekt. |            |                         |                            |                                                             | |                  |  |
| 59 | 18         | This Is Now             | Charles Carroll            | Eli Talbert Daniel Sinclair                                 | Graham Sibley - Trevor Cerall Duncan - Amy Casey Tutton - verpleegster Monique Curlie Curry - verpleegster Curlie                                                   | 1 mei 2018       |  |
| Wanneer een massale schietpartij plaatsvindt wordt het ziekenhuis overspoeld met talloze slachtoffers, en dit zet een zware druk op het personeel. Dr. Manning wordt echter afgeleid wanneer haar zoon vermist wordt. Goodwin vraagt aan het bestuur toestemming om de eerste hulp moderner te mogen maken. |            |                         |                            |                                                             | |                  |  |
| 60 | 19         | Crisis of Confidence    | Martha Mitchell            | Stephen Hootstein Danny Weiss                               | Emma Duncan - Maia Frisch Jessie Pinnick - Tracy Amy Spanger - moeder van Tracy                                                                                     | 8 mei 2018       |  |
| Dr. Rhodes krijgt met complicaties te maken wanneer zijn patiënte en haar ongeboren baby sterven tijdens een hartoperatie. Dr. Choi en verpleegster Sexton vermoeden dat zijn zus steelt en drugs verkoopt vanuit het ziekenhuis. Dr. Charles begint te vermoeden dat de vader van dr. Reese een verdachte is in een cold casemoordonderzoek. Dr. Manning behandelt een patiënt met een hardnekkige griepaanval. |            |                         |                            |                                                             | |                  |  |
| 61 | 20         | The Tipping Point       | Michael Waxman             | Michael Brandt                                              | Alan Cassman - Ralph Ballard Chloe Csengery - Laura Emma Duncan - Maia Frisch Sophie Thatcher - Deb                                                                 | 15 mei 2018      |  |
| Dr. Rhodes verwijdert zichzelf uit het operatieteam voor het splitsen van een siamese tweeling. Dr. Choi en April doen een bijzondere ontdekking over zijn zus. Dr. Charles ontdekt verontrustende informatie over de vader van dr. Reese. |            |                         |                            |                                                             | |                  |  |